# Fredrik Wilhelm Henckel
Fredrik Wilhelm Henckel, född 9 juni 1828 i Helsingborg, död där 14 juni 1912, var en svensk handelsman och bankdirektör.

## Biografi

### Karriär
Henckel föddes i Helsingborg som femte barnet till bryggaren Bengt Henckel och Anna Catharina Ek. Han etablerade sig som ung som handlande i staden och gynnades av den högkonjunktur som på 1850-talet skapats av Englands behov av spannmålsimport på grund av Krimkriget. År 1855 köpte han handelsgården på tomten N:o 49, numera benämnd Henckelska gården efter honom, och under 25 år drev han en av de största affärerna i Skåne. När stadsfullmäktigeinstitutionen bildades 1863 valdes han in i Helsingborgs stadsfullmäktige, där han kom att sitta i tio år. Han var 1870 en av initiativtagarna till aktieteckning i Ångfartygsaktiebolaget Helsingborg och bara några år senare investerade han även i rederierna Ångfartygs-AB Bore och Ångfartygs-AB Atlanten. Samtliga tre rederier avvecklades dock snart successivt, antingen på grund av haverier (Ångfartygs-AB Helsingborgs största fartyg, ångaren Konung Oscar II, hade 1875 kolliderat med ett tyskt fartyg och förlist, endast två år efter att det färdigställts) eller på grund av den lågkonjunktur i sjöfarten som rådde mellan 1877 och 1889. En av Henckels bröder, Carl Henckel, övertog en av företagets ångare, Baltzar von Platen, vilket lade grunden för dennes företag Rederiaktiebolaget Henckel. År 1876 grundade Henckel Helsingborgs utminuterings- och utskänknings AB, även kallat Helsingborgs spritbolag, där han var verkställande direktör, och samma år valdes han in i huvudstyrelsen för Skånes Enskilda Bank samt i bankens lokalstyrelse för Helsingborg.
Alltsedan sin tid som redare hyste Henckel ett stort intresse för sjöfart och verkade för att främja denna under resten av sitt liv. Han blev den 30 november 1895 riddare av Nordstjärneorden. Tillsammans med sin hustru stiftade Henckel 1910 två donationsfonder: Fredrik och Mina Henckels fond för gamla tjänare och tjänarinnor och Fredrik och Mina Henckels donation för pauvres honteux. Henckel avled den 14 juni 1912 och begravdes på Donationskyrkogården i Helsingborg. Hans ogifta döttrar, Edith och Sigrid, fortsatte att bebo gården fram till dess att den köptes av Kooperativa Föreningen Svea (senare Konsumentföreningen Solidar).

### Familj
Den 15 september 1860 gifte Henckel sig med Vilhelmina Johanna Catharina Bergman (född Munthe), änka efter litteratören Carl Wilhelm Bergman och dotter till sadelmakare Johan Fredrik Munthe och Adriana Margareta Scheer. Med henne fick han åtta barn:
- Ines Henckel, född 23 juni 1861, död 21 mars 1941, gift med Karl Axel Georg Tretow, major
- Edith Henckel, född 23 mars 1863, död 7 november 1946
- Erik Fredrik Wilhelm Henckel, född 20 april 1865, död 22 januari 1929 i Överjärna församling i Södermanland, rådman
- Dödfött barn, 30 januari 1867
- Sigrid Henckel, född 16 juni 1870, död 28 april 1955
- Oskar Bengt Johan Henckel, född 30 oktober 1872, död 3 juli 1943 i Bromma i Uppland
- Esther Henckel, född 4 november 1875, död 22 januari 1964, gift med Knut Ebbe von Geijer, borgmästare
- Waldemar Henckel, född 7 september 1877, död 5 december 1956 i Fleninge i Skåne